# Gandini (famiglia)
Gandini fu una nobile famiglia bresciana, ascritta al patriziato e molto ricca, esercitò il commercio di tessuti e poté acquisire vasti possedimenti terrieri.

## Origini
La famiglia Gandini, originaria di Gandino, in provincia di Bergamo, si portò nel bresciano durante l'anno 1271, nella persona di Petrus de Benedictis de Gandino, ricco mercante di tessuti. Venne successivamente ammessa al Patriziato Bresciano grazie alle ingenti ricchezze generate dal commercio di tessuti.

### Ramificazioni
Da rami cadetti di essa derivano le famiglie Di Rosa, Dè Conti e Buzzoni.

## Storia
Una volta arrivati nel bresciano, la famiglia si divise in quattro ramificazioni; i rami Di Rosa, Dè Conti e Buzzoni cambiarono nome, mentre il ramo principale mantenne l'originario luogo di provenienza come designazione. Grazie alle fortune derivanti dal commercio, il patrimonio familiare crebbe notevolmente. Grazie a questa florida situazione economica la famiglia poté acquistare vaste estensioni terriere nei paesi di Virle, Concesio e Quinzano d'oglio. Furono inoltre proprietari del palazzo che oggi si trova a Brescia nell'attuale Via Tosio 2.

### Personaggi illustri
- Ioannes Petrus de Gandino, dottore "in utroque", fu ammesso nel Collegio dei Giudici di Brescia nel 1460.[2]
- Ottavio Gandini fu capitano della Valcamonica nel 1631, e nel 1645 nunzio di Brescia a Venezia(paragonabile all'odierno ambasciatore).[1]

- Quirino, figlio di Ottavio Gandini, sposò la contessa Giulia Maggi, ricevendo in dote il palazzo e i grandi possedimenti di Corzano.[1]

### Estinzione
Giulia Gandini, ultima esponente della famiglia, sposò il nobile Filippo Garbelli verso la fine del XVIII secolo, portando grande parte del prezioso patrimonio familiare, in dote alla nobile famiglia Garbelli.

### Motto
L'unico motto riconducibile alla famiglia è "Domine adauge fidem" la cui traduzione sarebbe "Signore aumenta la fede", esso risulta presente in una medaglietta che ritrae il nobile Gabriele Gandini, con in mano un compasso su cui è scritto il motto latino.

## Albero genealogico parziale
|                                         |                                         |                                                        |                                                        |                                                                                  |                                                                               |                                               |                                               |                                       |               |
|                                         |                                         |                                                        |                                                        |                                                                                  | Petrus de Benedictis de Gandino si porta a Brescia nel 1271                   |                                               |                                               |                                       |               |
|                                         |                                         |                                                        |                                                        |                                                                                  |                                                                               |                                               |                                               |                                       |               |
|                                         |                                         |                                                        |                                                        |                                                                                  |                                                                               |                                               |                                               |                                       |               |
|                                         |                                         |                                                        |                                                        |                                                                                  | ...                                                                           |                                               |                                               |                                       |               |
|                                         |                                         |                                                        |                                                        |                                                                                  |                                                                               |                                               |                                               |                                       |               |
|                                         |                                         |                                                        |                                                        |                                                                                  |                                                                               |                                               |                                               |                                       |               |
|                                         |                                         |                                                        |                                                        |                                                                                  | Ioannes Petrus de Gandin ammesso al consiglio dei giudici di Brescia nel 1460 |                                               |                                               |                                       |               |
|                                         |                                         |                                                        |                                                        |                                                                                  |                                                                               |                                               |                                               |                                       |               |
|                                         |                                         |                                                        |                                                        |                                                                                  |                                                                               |                                               |                                               |                                       |               |
|                                         |                                         |                                                        |                                                        |                                                                                  | ...                                                                           |                                               |                                               |                                       |               |
|                                         |                                         |                                                        |                                                        |                                                                                  |                                                                               |                                               |                                               |                                       |               |
|                                         |                                         |                                                        |                                                        |                                                                                  |                                                                               |                                               |                                               |                                       |               |
|                                         |                                         |                                                        |                                                        |                                                                                  | Ottavio capitano della Val Camonica e Nunzio di Brescia a Venezia             |                                               |                                               |                                       |               |
|                                         |                                         |                                                        |                                                        |                                                                                  |                                                                               |                                               |                                               |                                       |               |
|                                         |                                         |                                                        |                                                        |                                                                                  |                                                                               |                                               |                                               |                                       |               |
|                                         |                                         |                                                        |                                                        | Guerino *1610 †1661 sposa la contessa Giulia Maggi                               | Guerino *1610 †1661 sposa la contessa Giulia Maggi                            | Maria sposa il nob. Pietro Seccamani Mazzolli | Maria sposa il nob. Pietro Seccamani Mazzolli |                                       |               |
|                                         |                                         |                                                        |                                                        |                                                                                  |                                                                               |                                               |                                               |                                       |               |
|                                         |                                         |                                                        |                                                        |                                                                                  |                                                                               |                                               |                                               |                                       |               |
|                                         |                                         |                                                        |                                                        | Ottavio sposato con una Francesca di cui non si conosce il cognome, forse Maggi? |                                                                               |                                               |                                               |                                       |               |
|                                         |                                         |                                                        |                                                        |                                                                                  |                                                                               |                                               |                                               |                                       |               |
|                                         |                                         |                                                        |                                                        |                                                                                  |                                                                               |                                               |                                               |                                       |               |
| Guerino *1682 †1720 sacerdote diocesano | Guerino *1682 †1720 sacerdote diocesano | Don. Mario canonico regolare Lateranense di S.Giovanni | Don. Mario canonico regolare Lateranense di S.Giovanni | Don. Ippolito canonico regolare Lateranense di S.Giovanni                        | Don. Ippolito canonico regolare Lateranense di S.Giovanni                     | D. Flaminio monaco olivetano                  | D. Flaminio monaco olivetano                  | Dott. Antonio                         | Dott. Antonio |
|                                         |                                         |                                                        |                                                        |                                                                                  |                                                                               |                                               |                                               |                                       |               |
|                                         |                                         |                                                        |                                                        |                                                                                  |                                                                               |                                               |                                               |                                       |               |
|                                         |                                         |                                                        |                                                        |                                                                                  |                                                                               |                                               |                                               | Quirino                               |               |
|                                         |                                         |                                                        |                                                        |                                                                                  |                                                                               |                                               |                                               |                                       |               |
|                                         |                                         |                                                        |                                                        |                                                                                  |                                                                               |                                               |                                               |                                       |               |
|                                         |                                         |                                                        |                                                        |                                                                                  |                                                                               |                                               |                                               | Giulia sposa il nob. Filippo Garbelli |               |